# Johannes Camphuys
Jo(h)annes Camphuys (Haarlem, 18 juli 1634 – Batavia, 18 juli 1695) begon als knecht, maar eindigde als gouverneur-generaal van de Vereenigde Oostindische Compagnie (VOC) (11 januari 1684 tot 24 september 1691).

## Biografie

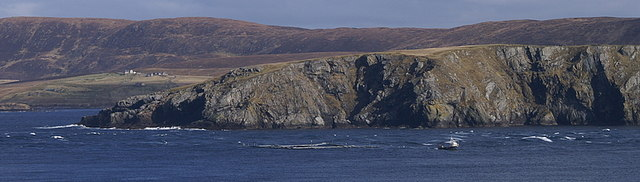
Bluemull Sound

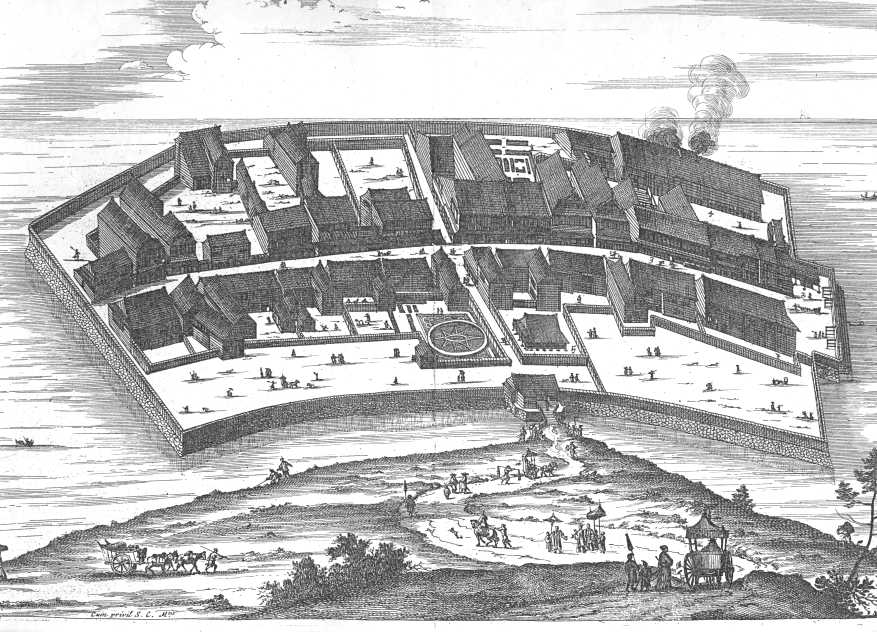
Dejima (Arnoldus Montanus): Gedenkwaerdige Gesantschappen der Oost-Indische Maetschappy in't Vereenigde Nederland, aen de Kaisaren van Japan. 1669

In zijn jeugd was hij leerling bij een zilversmid in Amsterdam. Hij vertrok op 9 februari 1653 van Texel aan boord van de Lastdrager naar de Oost. Het schip - met aan boord een grote hoeveelheid geld - verging echter op 2 maart in de Bluemull Sound bij de Shetlandeilanden. Camphuys overleefde de ramp, weliswaar met verlies van zijn zegelring. Een maand later was hij weer terug. Hij vertrok op 23 augustus 1653 aan boord van de Vergulde Draak. en werd klerk bij de geheime secretarie in het kasteel van Batavia. Na 11 jaar op de secretarie gewerkt te hebben werd hij benoemd tot koopman. In 1670 werd hij opperkoopman en in 1671 door Joan Maetsuycker benoemd als opperhoofd in Dejima, Japan.  Zoals door de Japanners bedongen, keerde hij terug na een jaar, maar bekleedde de functie daarna nog twee keer (in 1673 en 1675), afgewisseld met het lidmaatschap van de Raad van Justitie en door Martinus Caesar. De contacten met Japan kunnen in die jaren als bijzonder goed worden beschouwd. Bovendien was het bloeiperiode in Oost-Indisch Natuur- en Taalonderzoek. Camphuys was sterk geïnteresseerd in geneeskrachtige kruiden, zoals Theeboomolie, en bracht wetenschappers, zoals de farmacoloog Willem ten Rhijne, Herbert de Jager, de botanicus Andreas Cleyer en de schilder Heinrich Muche uit Breslau mee naar Japan. Camphuys liefhebberde in de sterrenkunde en had contact met Franse en Portugese Jezuïten, zoals Philippe Couplet in China.
In 1677 werd hij secretaris/geheim schrijver van de Hoge Regering en startte een onderzoek in de archieven naar de stichting van Batavia in 1629. Bovendien is hij benoemd als president van het college van weesmeesters. Hij voerde onderhandelingen met de gezanten van Bantam. In 1678 werd hij raad-extraordinair van Indië. In 1681 werd hij gewoon lid van de Raad van Indië. De Raad bestond toen onder andere uit Willem ten Rhijne, Willem van Outhoorn en Isaac de l'Ostal de Saint-Martin.

### Gouverneur-generaal
Op 11 januari 1684 werd Joannes Camphuys aangesteld als gouverneur-generaal, als opvolger van Cornelis Speelman. Het was aanvankelijk een voorlopige benoeming totdat de Heren XVII de aanstelling hadden goedgekeurd; hij was de jongste kandidaat en door iedereen gehaat. Omdat een aantal mensen zich gepasseerd voelden bij de benoeming, was zijn verstandhouding met de Raad daarna niet optimaal. Hij had last van zijn ogen en was soms niet aanwezig en voerde zelfs besluiten niet uit wanneer hij het daarmee niet eens was. Maar de Heren XVII waren op zijn hand en dus kon hij zijn gang gaan. Onder zijn bewind was er vrede in de Indische archipel; de VOC voerde slaven aan afkomstig uit Madagaskar. In 1684/1686 stelde keizer Kangxi Amoy?, Lianyungang, Ningbo, Xiamen en Kanton open voor handel met het buitenland.
Op 17 december 1690 kreeg Camphuys op zijn herhaald verzoek ontslag met behoud van titel en wedde. Hij droeg het werk op 24 september 1691 over aan Willem van Outhoorn, een vriend, aan wie hij later ook zijn privé-eiland vermaakte.
Camphuys vertoefde sindsdien afwisselend op zijn buiten bij de Nieuwpoort en het bij zijn afscheid als gouverneur-generaal aan hem geschonken eiland Edam voor de kust van Batavia, waar hij een huis naar Japans model had laten bouwen en in zijn menagerie planten en dieren uit alle delen van Indië verzamelde. Hij had daarover  schriftelijk contact met Georg Everhard Rumphius op Ambon. Camphuys had een kopie laten maken van het kruidenboek van Rumphius, met 345 hoofdstukken en 392 illustraties, zodoende kon zijn werk toch nog worden uitgegeven, toen het schip Waterland bij Bordeaux verloren ging. (Het is mogelijk dat hij Frans Withoos had ingeschakeld voor het kopiëren van de illustraties.) Hij overleed op zijn 61ste verjaardag en is in de Hollandse kerk te Batavia begraven.
Camphuys was, hoewel religieus en rechtschapen, geen krachtig bestuurder. Zijn bestuur werd niet gekenmerkt door belangrijke gebeurtenissen, of het zou het huwelijk van Cornelia van Nijenroode moeten zijn geweest. Het echtpaar werd in december 1687 door Camphuys, die zo genoeg had van de ruzie, naar Holland gezonden. Vermeldenswaard is ook de opstand van Soerapati op Java en het traktaat met Bantam van 17 april 1684. In het jaar daarop leerde hij François Valentijn kennen die naar Batavia kwam. Camphuys slaagde er niet in de corruptie onder ambtenaren aan te pakken, maar deed zelf mee door het creëren van monopolies. In 1687 werden nog eens vijf belastingen verpacht aan de hoogste bieder; in 1660 voor het eerst aan een rijke Chinees. Hij had veel belangstelling voor de wetenschap, verzamelde Japanse objecten en hij steunde waar mogelijk Engelbert Kaempfer, met wie hij een voorliefde voor Japan deelde. (Op donderdag at hij met zijn gasten, vaak juist aangekomen, Japans met behulp van stokjes en zijn Arita-rijstkommetjes.)
Camphuys was niet getrouwd en had geen kinderen. Hij schreef een memorie over de verovering van Batavia door Jan Pietersz. Coen genaamd Het Koningrijk Jakatra, door den Heer Gouverneur-Generaal Jan Pieterszoon Koen veroverd dat opgenomen is in François Valentijns standaardwerk Oud en Nieuw oost-Indiën (Valentijn, IV, bldz. 419).
Een aantal straten in Nederland is naar hem genoemd, waaronder in de Utrechtse wijk Lombok en het Bezuidenhoutkwartier in Den Haag.